# Чирюртское водохранилище
Чирюртское водохранилище — водоём в Дагестане (Россия), образованный на реке Сулак в результате строительства комплекса Чирюртских ГЭС. Площадь водохранилища — 7 км². Объём воды — 7,4 млн м³, полезный объём — 3,6 млн м³.
Нормальный подпорный уровень — 95,5 м. Длина водохранилища — 10 км.

## Основные характеристики
Образовано в 1961 году плотиной Чирюртской ГЭС-1 высотой 37,5 м. Строительство началось в 1954 году, запуск ГЭС осуществлён 31 декабря 1961 года.